# Laval Saints
Laval Saints byl kanadský juniorský klub ledního hokeje, který sídlil v Lavalu v provincii Québec. V letech 1969–1970 působil v juniorské soutěži Quebec Major Junior Hockey League. Před vstupem do QMJHL působil v soutěži Quebec Junior Hockey League. Své domácí zápasy odehrával v hale Colisée de Laval s kapacitou 3 500 diváků.
Nejznámější hráči, kteří prošli týmem, byli např.: Serge Beaudoin, Jocelyn Guevremont, Hartland Monahan nebo André Peloffy.

## Přehled ligové účasti
Zdroj: 
- 1967–1969: Quebec Junior Hockey League
- 1969–1970: Quebec Major Junior Hockey League (Západní divize)